# Cochlospermum religiosum

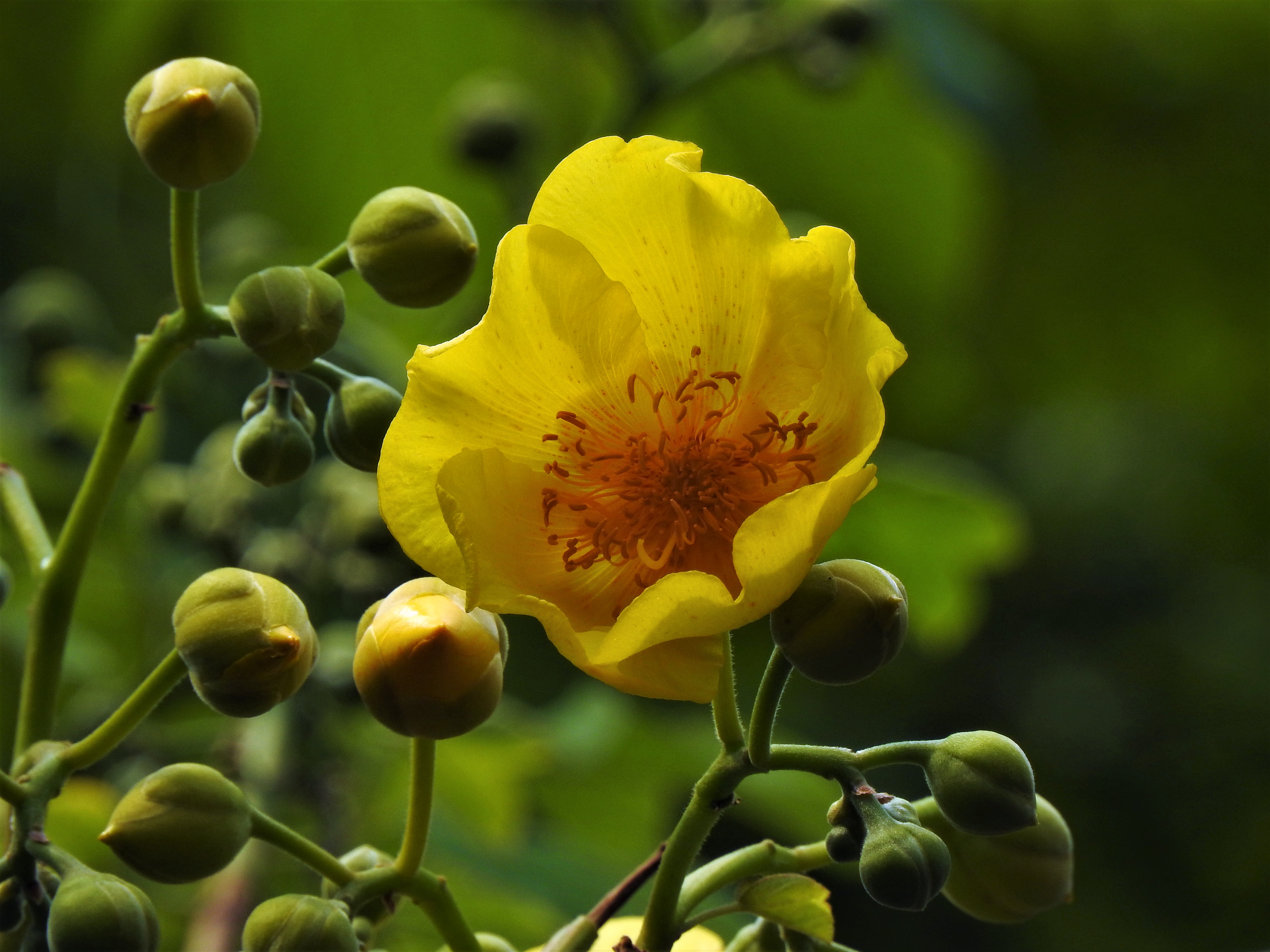
Blütenstand und Blüte

Cochlospermum religiosum ist ein Baum in der Familie der Annattogewächse aus Indien, Bangladesch und Myanmar.

## Beschreibung
Cochlospermum religiosum wächst als halbimmergrüner Baum bis etwa 7,5 Meter hoch. Die gräuliche Borke ist relativ glatt bis rau und leicht rissig oder furchig. Der Baum führt ein Gummi.
Die wechselständigen, einfachen und gestielten Laubblätter sind an den Zweigenden gehäuft angeordnet. Sie sind handförmig gelappt bis geteilt, mit 3–5 Lappen. Der feinhaarige Blattstiel ist bis zu 20 Zentimeter lang. Die schwach bis leicht gekerbten Blätter sind bis zu 20 Zentimeter groß und im Umriss leicht herzförmig, die Lappen sind bespitzt bis zugespitzt oder geschwänzt. Die Blätter sind unterseits behaart, mit handförmiger Nervatur. Die kleinen Nebenblätter sind abfallend.
Es werden endständige, kurz behaarte und kurze traubige bis rispige Blütenstände gebildet. Die sehr großen, zwittrigen, duftenden, fünfzähligen und gestielten Blüten mit doppelter Blütenhülle sind gelb. Die ungleichen, die äußeren zwei sind kleiner, dachigen, bis 2,5 Zentimeter langen Kelchblätter sind außen fein behaart. Die dachigen, verkehrt-eiförmigen Petalen sind bis 5 Zentimeter lang. Es sind viele ungleich lange, bis 2,5 Zentimeter lange und freie Staubblätter mit schmalen, länglichen Antheren vorhanden. Der Fruchtknoten ist oberständig mit relativ kurzem Griffel. Die Blüten produzieren keinen Nektar.
Es werden bis 5–8 Zentimeter große, vielsamige und eiförmige, lokulizidale, ledrig-holzige Kapselfrüchte mit lange beständigen, welkenden Petalen und beständigem Kelch gebildet, die sich klappig öffnen. Das dünne, membranöse Endokarp ist septizidal und löst sich vom dicken Exokarp mit alternierenden Klappen ab. Die bis 6 Millimeter großen, nierenförmigen, braunen Samen sind dicht, lang und weißlich behaart.

## Etymologie
Der Gattungsname setzt sich zusammen aus den griechischen Wörtern kochlos = Schnecke und sperma = Samen, welche die Form der Samen beschreiben, der Zusatz religiosum = religiös erklärt seine Verwendung als Opfergabe in Tempeln.

## Verwendung
Der Baum liefert den Karaya und Traganth ähnlichen Kutira-Gummi. Er kann auch medizinisch genutzt werden.
Die Akon und Kapok ähnlichen Samenfasern werden als Kissenfüllung verwendet.